# 크리스틴 테일러
크리스틴 테일러(Christine Taylor, 1971년 7월 30일 ~ )는 미국의 배우이다.

## 출연 작품
- 스위트하트 (2024) - 다이앤 역
- 리틀 박시즈 (2016)
- 쥬랜더 리턴즈 (2016) - 마틸다 역
- 트로픽 썬더 (2008)
- 카블루이 (2007)
- 결혼 면허 따기 (2007)
- 룸 6 (2006)
- 피구의 제왕 (2004)
- 어레스티드 디벨롭먼트 (2003)
- 쥬랜더 (2001)
- 키스 토레도 굿바이 (1999)
- 데니얼 (1998)
- 러브 퀵 (1998)
- 웨딩 싱어 (1998)
- 캠프파이어 테일 (1997)
- 투 더 엔드스 오브 타임 (1996)
- 크래프트 (1996)
- 브래디 펀치 2 - 유쾌한 가족 (1996)
- 브레이킹 프리 (1995)
- 브래디 펀치 (1995)
- 몬스터 가족 미국에 오다 (1995)
- 마지막 영웅 (1994)
- 나이트 오브 데몬스 2 (1994)
- 프렌즈 (1994)
- 캘린더 걸 (1993)